# Паньяшор
Паньяшор — деревня в Кудымкарском районе Пермского края. Входила в состав Верх-Иньвенского сельского поселения. Располагается юго-западнее от города Кудымкара. Расстояние до районного центра составляет 37 км. По данным Всероссийской переписи населения 2010 года, в деревне проживало 18 человек (11 мужчин и 7 женщин).

## История
По данным на 1 июля 1963 года, в деревне проживало 129 человек. Населённый пункт входил в состав Деминского сельсовета.